# Kristiana z Capuy
Kristiana z Capuy byla manželka krále Štěpána II. a uherská královna.

## Život
Jejím otcem byl Robert I. z Capuy.
Ke sňatku se Štěpánem došlo zřejmě v roce 1105 (či 1120) po nátlaku uherských baronů, aby se Štěpán oženil a ještě téhož roku byl korunován na krále.
| „                            | Král Štěpán nechtěl uzavřít manželství a mít zákonitou manželku, ale žil s milenkami a nevěstkami. Baroni a šlechta těžce nesli osamocenost země a krále bez potomka... | “ |
| — Vídeňská obrázková kronika | |   |

Již v roce 1121 však bylo manželství rozvedeno pro neplodnost a král se vzápětí oženil s Adélou z Riedenburku. Od té doby nejsou již o Kristianě další zprávy.
Roku 1128 stále bezdětný, ač dvakrát ženatý Štěpán II. povolal ke dvoru svého slepého bratrance Bélu, zprostředkoval jeho sňatek s Jelenou a učinil jej svým následníkem. Zemřel bezdětný roku 1131 na úplavici.